# Old english sheepdog
O old english sheepdog[Nota], também conhecido como bobtail, devido à sua cauda cortada, ou ovelheiro-inglês, é uma raça de cão de origem incerta. Apesar das especulações sobre sua ascendência terem três conhecidas possibilidades, a mais aceita é a dos cães pastores continentais, incluído o pastor de Brie. Usados até o século XIX como animais de trabalho, serviam aos fazendeiros como pastores rápidos de ovelhas e para levar o gado aos mercados. Adiante, por volta da década de 1880, iniciaram os cruzamentos aritificiais para as exposições, o que inibiu seus instintos agressivos.
Fisicamente é um cão de pelagem densa, felpuda e que pode ser aparada em climas quentes; suas orelhas são pequenas e ficam escondidas debaixo do pelo. O sheepdog ainda apresenta uma tosa aparada, mais confortável para animais domésticos que não competem nas exposições de raça. Podendo atingir os 30 kg, é um animal grande e de adestramento considerado de dificuldade moderada. De longevidade que pode atingir os doze anos, tem o temperamento classificado como estável, despreocupado e bastante adaptável, além de amigável e amoroso. Apesar disso, o intinto de pastor pode levá-lo a querer pastorear a própria família, o que pode ser controlado desde filhote.
Na cultura humana, o ovelheiro inglês conquistou fama e o apelido de Dulux, devido às suas constantes aparições na tv britânica em comerciais da tinta Dulux na década de 1960; temos o cachorro Einstein do Doutor Brown no filme Back to the Future; a música Martha My Dear, gravada pelos Beatles no chamado Álbum Branco, era o nome de uma cadela sheepdog pertencente de Paul McCartney; e, no Brasil, a representante mais famosa é Priscilla, da TV Colosso, programa infantil exibido de 1993 a 1997.